# Heterachthes annulicornis
Heterachthes annulicornis är en skalbaggsart som beskrevs av Martins 2009. Heterachthes annulicornis ingår i släktet Heterachthes och familjen långhorningar. Inga underarter finns listade i Catalogue of Life.